# Altamont Free Concert
L'Altamont Free Concert ("il concerto gratuito di Altamont") fu un festival rock tenutosi in California il 6 dicembre 1969, all'Altamont Raceway Park, situato tra le cittadine di Tracy e Livermore, nella contea di Alameda, e funestato dall'omicidio di Meredith Hunter.

## Storia
Quattro mesi dopo il festival di Woodstock i Rolling Stones decisero di organizzare un festival gratuito sulla costa ovest degli Stati Uniti d'America, che avrebbe concluso il loro tour statunitense. Nelle loro parole sarebbe stato "a kind of Woodstock West", una specie di Woodstock sulla costa ovest. Questo fu il loro modo di rispondere alle forti critiche che avevano ricevuto durante la tournée a causa dell'elevato costo dei biglietti. Al concerto presero parte Santana, i Jefferson Airplane, The Flying Burrito Brothers e Crosby, Stills, Nash & Young. Avrebbero dovuto partecipare anche i Grateful Dead, la cui presenza era stata annunciata, che però decisero di non esibirsi a causa degli incidenti e delle violenze che si stavano verificando nel corso del festival.
Inizialmente il concerto avrebbe dovuto tenersi al Golden Gate Park, ma l'amministrazione di San Francisco non concesse l'autorizzazione per lo svolgersi della manifestazione, così venne cercata in fretta un'altra località. Solo sessanta ore prima dell'evento questa fu trovata nell'autodromo di Altamont, ma sia la progettazione e il montaggio del palco che l'organizzazione generale furono troppo affrettate. A titolo di esempio, appena sceso dall'elicottero, Jagger venne assalito da un fan arrabbiato che lo colpì sul naso gridandogli: «Ti odio!» perché la sua ragazza era innamorata del cantante.
La manifestazione degenerò violentemente, soprattutto a causa dell'infelice decisione degli organizzatori (tra questi vi era Michael Lang, il principale organizzatore di Woodstock), che affidarono incautamente agli Hells Angels locali (capitanati dal loro fondatore, Sonny Barger) - impreparati, maneschi, ubriachi e ostili agli hippy - l'incombenza del mantenimento dell'ordine, in cambio di 500 dollari (di allora) in alcolici. Allo stesso tempo il numero di poliziotti, come pure quello di medici e operatori del pronto soccorso, era ridotto al minimo possibile. Il risultato di questo errore di pianificazione si tradusse in quattro morti e in innumerevoli feriti e risse continue, che finirono per coinvolgere persino gli stessi artisti: è il caso di Marty Balin dei Jefferson Airplane che, mentre si esibiva, fu colpito e buttato giù dal palco. Il suddetto palco si rivelò da subito troppo basso per la portata dell'evento. Lungo tutta la giornata venne continuamente invaso dai fan, anche da decine di questi alla volta.
Il concerto iniziò alle ore 13 con l'ingresso sul palco dei Santana, freschi trionfatori di Woodstock, ma la band dovette interrompere lo show in segno di protesta per le continue violenze sugli spettatori da parte degli Angels. Poco dopo Marty Balin, voce dei Jefferson Airplane, venne assalito sul palco dalla sicurezza e messo K.O., poiché aveva osato accusare apertamente i bikers che stavano usando stecche da biliardo per percuotere alcuni spettatori. Se l'esibizione successiva, dei Flying Burrito Brothers (la nuova band di Gram Parsons, da poco uscito dai Byrds) sembrò inizialmente procedere senza ulteriori incidenti, quando sul palco giunsero Crosby, Stills, Nash & Young scoppiarono nuovamente grossi disordini e risse, che costrinsero anche loro a mollare praticamente subito. Gruppo di maggior richiamo dello show e attesi da tutto il pubblico, gli Stones iniziarono l'esibizione prima del previsto, alle 16:30, al posto dei Grateful Dead che, arrivati sul posto e messi al corrente della situazione da Michael Shrieve dei Santana, avevano deciso di non esibirsi. Jagger e soci riuscirono, nonostante frequenti interruzioni ed inviti alla calma, a portare a termine in qualche modo la loro lista di 15 pezzi, fuggendo poi alla svelta in elicottero.
Se Woodstock è universalmente riconosciuto come l'evento simbolo e l'apice della generazione del flower power, Altamont, soltanto 4 mesi dopo, segnò, nella retorica della cosiddetta controcultura,  "la fine delle illusioni". Questo il bilancio finale dell'evento: circa 500.000 partecipanti, danni stimati in 400.000 dollari, quattro bambini nati sul posto, quattro morti e innumerevoli contusi e feriti anche gravi. Dei morti, uno era stato accoltellato (Meredith Hunter), due erano stati investiti e l'ultimo era morto affogando in un canale di irrigazione.

### Omicidio di Meredith Hunter
Il nome di Altamont rimarrà sempre associato a quello di Meredith Hunter, un diciottenne afroamericano accoltellato a morte dagli Hell's Angels a pochi metri dal palco dopo aver estratto una pistola in mezzo al pubblico (questo è quanto sembrerebbero documentare le immagini del concerto). La ricostruzione dei fatti avvenuta durante il processo afferma che Hunter, visibilmente alterato dagli stupefacenti, si fece largo fra il pubblico e, probabilmente armato di pistola, esplose un colpo, per venir poi immediatamente attaccato e mortalmente ferito a coltellate da uno dei bikers, tale Alan Passaro.
Alan Passaro fu in seguito scagionato dall'accusa di omicidio volontario nel giugno del 1971, quando gli fu riconosciuta la legittima difesa. Passaro sarà poi rinvenuto morto nel lago Anderson, in California, il 29 marzo del 1985 con 10.000 dollari nelle tasche. La polizia indicò i suoi ingenti debiti di gioco come possibile movente dell'omicidio. L'omicido di Hunter venne casualmente filmato dalla troupe che filmava il concerto dei Rolling Stones ed apparve nel film Gimme Shelter dei fratelli Maysles che documentò l'intera manifestazione e i preparativi dei giorni precedenti. Nel documentario si ascolta anche una successiva dichiarazione resa da Sonny Barger, leader degli Angels, intervistato telefonicamente il giorno dopo.

## Scaletta concerto

### Santana
- Savor
- Jin-go-lo-ba
- Evil Ways
- Conquistadore Rides Again
- Persuasion
- Soul Sacrifice (Interrotta a causa della violenza del pubblico)
- Gumbo[8]

### The Jefferson Airplane
- We Can Be Together
- The Other Side of This Life (Durante l'esecuzione di questa canzone Marty Balin viene picchiato da uno degli Hell's Angels)
- Somebody to Love
- 3/5 of a Mile in 10 Seconds
- Greasy Heart
- Play Video
- The Fat Angel
- White Rabbit
- Come Back Baby
- The Ballad of You and Me and Pooneil
- Volunteers

### The Flying Burrito Brothers
- Lucille
- To Love Somebody
- Six Days on the Road
- Bony Moronie
- High Fashion Queen
- Cody Cody
- Lazy Day
- Close Up the Honky Tonks
- Mental Revenge[9]

### Crosby, Stills, Nash & Young
- Long Time Gone
- Down by the River
- Sea of Madness
- Black Queen
- Pre-Road Downs

### The Rolling Stones
- Jumpin' Jack Flash
- Carol (Scoppia il panico nella folla poiché qualcuno urla "al fuoco! al fuoco!", gli Hell's Angels si avventano sul pubblico per ristabilire l'ordine)
- Sympathy for the Devil (A causa di numerosi tafferugli tra il pubblico, l'esecuzione della canzone viene fermata e poi ripresa dopo che Jagger invita alla calma dal palco)
- The Sun Is Shining
- Stray Cat Blues
- Love in Vain
- Under My Thumb (Durante l'esecuzione di questa canzone avviene l'omicidio di Meredith Hunter)
- Brown Sugar (Debutto dal vivo della canzone ancora ufficialmente inedita, registrata pochi giorni prima in Alabama)
- Midnight Rambler
- Live with Me (Il tentativo della ragazza nuda che cerca di raggiungere e salire sul palco che si vede nel film avviene durante questa canzone)
- Gimme Shelter
- Little Queenie
- (I Can't Get No) Satisfaction
- Honky Tonk Women
- Street Fighting Man